# 西蒙主教
西蒙主教（俄语：Архиепископ Симон，1876年—1933年2月24日），原名谢尔盖·安德烈耶维奇·维诺格拉多夫（Сергей Андреевич Виноградов），生於俄罗斯帝国弗拉基米尔，曾擔任在外俄羅斯正教會主教、中國东正教會大主教、东正教上海教区主教以及东正教北京传道团團長。

## 生平
西蒙主教四岁丧母，六岁丧父，因而他由祖母抚养长大。
1891年，西蒙主教從弗拉基米尔神学院畢業。
1902年，西蒙主教成為东正教北京传道团的一員。.
1919年至1920年擔任圣母领报教堂的堂長。1922年至1927年間擔任主显堂堂長。
1933年2月中旬，西蒙主教在籌辦圣母大堂奠基儀式時罹患重感冒，並最終在上海去世。他的遺體運往北平。